# L2J
L2J é um emulador de servidor feito em Java para o MMORPG Lineage 2 (jogo produzido pela NCSoft). Com ele qualquer pessoa pode rodar um servidor de lineage 2. O projeto começou a ser desenvolvido por L2Chef, mas ao longo do tempo muitos outros desenvolvedores entraram no projeto.
Por questões legais o L2J não modifica nenhum arquivo do cliente original, apenas o arquivo hosts que fica em uma subpasta system do Windows.
O L2J por ser apenas um emulador é imperfeito, com muitos subsistemas ainda não emulados e outros em fase de testes e com erros. De acordo com o relato de usuários postados no fórum do L2J, hoje é possível atingir a quantidade de 1500 jogadores por servidor, sem distribuir os serviços (é possível distribuir a aplicação do L2J Server em 3 servidores, login, gameserver e banco de dados). A quantidade de 1500 jogadores é bem menos do que a quantidade suportada pelos servidores oficiais que chegam acima de 5000 jogadores. No entanto com a evolução dos computadores com hardwares mais modernos, conexão de internet cada vez mais rápida, e otimização dos códigos e do banco de dados do servidor este número pode ser aumentado relativamente; existem relatos de servidores com mais de 2500 a 3000 usuários simultâneos.
Esse valor inferior de usuários simultâneos é devido ao fato de que os servidores oficiais são mais potentes em questão de Hardwares.
A NcSoft utiliza servidores do porte da IBM para executar os seu servidores e também conta com profissionais qualificados para configurar esses super computadores.
Conforme o projeto L2J cresceu foram criados ramificações. A maior delas é o projeto L2J Datapack que é responsável por determinar os dados necessários para criar o ambiente de jogo do Lineage baseado em experiências de jogadores do servidor oficial. O Datapack que informa por exemplo quais, onde e como serão os monstros e personagens que habitarão no mundo virtual assim como também as magias(skills) com seus atributos e valores que aumentam ou diminuem os valores de poder e força dos personagens.
Outra ramificação é o projeto L2J Geodata utilizado hoje em dia não somente pelo L2J mas também pelo L2JFree um outro emulador feito em Java para Lineage 2, no entanto este consegue refinar as localizações em X, Y e Z dos personagens no ambiente virtual tornando mais real em comparação com os servidores oficiais.